# Haagse Beemden (wijk)
Haagse Beemden is een relatief jonge woonwijk aan de noordwestkant van de stad Breda. Met 27.000 inwoners en ruim 10.000 woningen vormt zij verreweg de grootste wijk in Breda. Samen met het bedrijventerrein Emer vormt de wijk het stadsdeel Breda Noord-West. 
De wijk Haagse Beemden is vernoemd naar het vroeger grotere natuurgebied Haagse Beemden. De stedelijke bebouwing is er verweven met het landschap. De wijk ligt gescheiden van de rest van de stad door de tussenliggende bedrijventerreinen (Krogten, Emer-Noord, Emer-Zuid en Steenakker). Ten zuidwesten van de wijk ligt het oude kerkdorp Prinsenbeek.

## Naam
Beemden zijn vochtige graslanden die dicht bij een dorp in gebruik waren als wei- en hooiland. De naam van de wijk is een verwijzing naar het vroegere beemdengebied ten noorden van Prinsenbeek, een kerkdorp dat vroeger deel uitmaakte van de gemeente Princenhage. De Haagse beemden waren eigendom van deze gemeente, vandaar het voorvoegsel 'Haags'. Ten noorden en westen van de huidige bebouwing strekte zich een groter beemdengebied uit met natte veengronden langs de Mark. Tot aan de Tweede Wereldoorlog werd hier turf gestoken en hooi geoogst door de boeren.

## Geschiedenis
In 1975 verwierf Breda de status van groeistad. Op 1 juli 1976 ging in verband daarmee een groot deel van de Haagse beemden (het deel ten oosten van de A16, met een oppervlakte van 1.548 hectare) van de gemeente Prinsenbeek over naar de gemeente Breda, voor de bouw van het nieuwe stadsdeel Haagse Beemden, dat al in 1958 gepland was. De wijk is in de jaren '80 en '90 gebouwd aan weerszijden van het landgoed Burgst. Dit is later als park ingericht, waarbij historische elementen als de Kapel van Gageldonk en de Kleine en Grote Hoeve behouden zijn gebleven. Langs de A16 ligt het natuurreservaat Weimeren en recreatieplas De Kuil.

## Buurten
Haagse Beemden bestaat uit negen buurten:
- Asterd
- Heksenwiel
- Kesteren
- Kievitsloop
- Gageldonk
- De Kroeten
- Overkroeten
- Muizenberg
- Paradijs

## Voorzieningen
In de verschillende buurten zijn diverse winkelcentra, basisscholen, school voor voortgezet onderwijs en wijkvoorzieningen als buurthuizen en kinderopvang aanwezig. Daarnaast zijn er meerdere sportvoorzieningen aanwezig waaronder drie voetbalclubs, twee tennisverenigingen en een sporthal. Stadslijnen 3 en 4 verbinden de Haagse Beemden met het centrum van Breda en station Breda.
Haagse Beemden heeft een eigen krant het Haagse Beemden Nieuws. In de wijk zijn ook de kinderboerderij de Sik en de speeltuin 'Somerweide' gevestigd.

## Evenementen
Ieder jaar vindt de Haagse Beemden Loop in de buurten van de Haagse Beemden plaats. Ook wordt jaarlijks de avondvierdaagse gehouden. Ook is er de Kunstroute Haagse Beemden. Op de tweede zaterdag van juni wordt sinds 2022 het Haagse Beemden Festival gehouden. De eerste editie werd geopend door het hijsen van de nieuwe vlag van Haagse Beemden. 

### Carnaval
Tijdens Bredase carnaval krijgt de Haagse Beemden de naam Giegeldonk, met de eigen carnavalsvereniging CC Giegeldonk. Het carnaval wordt hier gevierd met een bezoek aan de plaatselijke winkelcentra, scholen en carnavals-bals in de buurthuizen Ganzerik, de Loper en in de Texas Hoeve; ook is er een optocht.